# Childara
Childara – miejscowość i dżamoat w Tadżykistanie. Położony jest w dystrykcie Tavildara w Rejonach Administrowanych Centralnie. Populacja jamoatu wynosi 4444 osoby.